# خالد الشمري (حارس مرمى)
خالد خضر الشمري (1965 -)، حارس مرمى كرة قدم كويتي سابق ، لعب في نادي كاظمة ومنتخب الكويت الوطني بين (1984 - 1992).

## البدايات
بدأ حياته الكروية في براعم نادي القادسية تحت 14 سنة، ولم يجد الاهتمام حينها حتى إنضم إلى نادي كاظمة الرياضي  عام 1979 ، وخلال أربع سنوات وصل للفريق الأول عام 1983 ، وبعدها بسنة أختير لثمثيل منتخب الكويت الوطني عام 1984  وتوج مع الأزرق الكويتي  بلقب كأس الخليج العربي 8 ، وقد حصل مع ناديه والمنتخب على العديد من البطولات.

### الاعتزال والعمل الاداري
إتجه إلى التدريب بعد إعتزال الكرة ، ودرب حراس مرمى المراحل السنية في النادي العربي عام 1996 ولمدة أربع سنوات ، وفي عام 2000 عمل مدرباً لحراس مرمى نادي النصر ، أما عام 2003 فقد درب حراس مرمى نادي الكويت ، الا إنه وفي عام 2009 إبتعد عن التدريب وتفرغ لوظيفته التربوية مديرا لمدرسة (ثانوية المباركية).